# Partito Nazionale Liberale-Convenzione Democratica
Il Partito Nazionale Liberale-Convenzione Democratica (in romeno: Partidul Național Liberal-Convenția Democrată, PNL-CD) è stato un partito politico romeno fondato nel 1992 da Niculae Cerveni e nato da una scissione dal Partito Nazionale Liberale.

## Storia

### Dal Partito Socialista Liberale al PNL-CD
Subito dopo la rivoluzione romena del 1989, il 23 gennaio 1990 Niculae Cerveni fondò il minuscolo Partito Socialista Liberale (Partidul Socialist Liberal, PSL) che, non partecipando a nessuna tornata elettorale, il 18 ottobre 1990 fu annesso al Partito Nazionale Liberale (PNL) di Radu Câmpeanu, che alle elezioni parlamentari del maggio 1990 aveva ottenuto il 7%. Cerveni fu nominato vicepresidente del PNL.
Rappresentando uno dei principali partiti d'opposizione al Fronte di Salvezza Nazionale (FSN), insieme al Partito Nazionale Contadino Cristiano Democratico (PNȚCD), nel novembre 1991 il PNL fu uno dei promotori della neonata coalizione di centro-destra Convenzione Democratica Romena (CDR), che si proponeva di unire tutte le forze che contestavano il governo in carica.
Dopo una confortante crescita mostrata in occasione delle elezioni locali del 1992, però, l'11 aprile 1992 Câmpeanu prese la decisione di abbandonare la CDR per ragioni politiche, causando un duro colpo all'alleanza. Una parte del partito intorno a Niculae Cerveni, assolutamente contraria alla scelta, annunciò una scissione che portò alla riattivazione della vecchia struttura del PSL, cui fu cambiato il nome in Partito Nazionale Liberale-Convenzione Democratica (Partidul Național Liberal-Convenția Democratică, PNL-CD) che, registratosi presso le autorità il 29 aprile 1992, aderì immediatamente alla CDR. Nel mese di giugno, dopo essersi avvicinata al PNL-CD, anche un'altra corrente scissionista del PNL, il Partito Nazionale Liberale-Ala Giovanile (PNL-AT), intraprese lo stesso percorso unendosi alla CDR.
Fecero parte della prima dirigenza del PNL-CD Niculae Cerveni, Vintilă Brătianu, Dinu Zamfirescu, Adrian Popescu-Necșești e altri liberali di vecchia data.

### Nella Convenzione Democratica Romena
In seguito alle elezioni generali del 1992 la Convenzione Democratica Romena divenne il maggior gruppo di opposizione al governo socialdemocratico di Nicolae Văcăroiu. Nel quadro dell'alleanza il PNL-CD riuscì a fare eleggere 4 senatori e 3 deputati (dei 34 senatori e 82 deputati ottenuti dalla CDR).
Subito dopo le elezioni la contemporanea frammentazione di altre forze liberali ebbe un impatto diretto anche sul partito di Cerveni. Il 2 dicembre 1992 un gruppo di dissidenti del PNL capeggiato da Valeriu Stoica si unì al PNL-AT e ad una fazione del PNL-CD guidata da Vintilă Brătianu, che fondarono il Partito Liberale 1993. Cerveni si appellò al tribunale contro la registrazione della nuova formazione politica, ma la richiesta non ebbe seguito. Le lotte tra i numerosi partiti liberali esistenti in quel momento in Romania continuarono per tutta la legislatura. Il 13 maggio 1995 un'assemblea deliberò l'iscrizione nel PNL di diversi membri provenienti dal PNL-AT, dal Partito Alleanza Civica (PAC) e dal PNL-CD, che perse 4 senatori e un deputato. Cerveni, di contro, confermò l'indipendenza del proprio partito e l'appartenenza alla CDR, nelle cui liste partecipò alle elezioni locali del 1996.
Le elezioni generali del 1996 rappresentarono un successo per la CDR, che riuscì a diventare il primo gruppo del paese e a vincere la corsa per la presidenza della repubblica, che andò a Emil Constantinescu. Mentre il PNL-CD non ottenne alcun incarico nella squadra di governo guidata dal primo ministro Victor Ciorbea, il partito conquistò 5 senatori e 5 deputati (dei 53 senatori e 122 deputati della CDR).
La vittoria elettorale non placò le tensioni, mentre la coalizione di governo fu spaccata da personalismi e differenze ideologiche. Nel 1996 lo stesso Cerveni, eletto senatore, entrò in contrasto con Constantinescu per la sua decisione di difendere in qualità di avvocato l'imprenditore Zahar Iskandarani, coinvolto in un ampio scandalo di contrabbando, azione che rischiava di mettere in cattiva luce gli sforzi della CDR in tema di lotta alla corruzione. Nello stesso anno Cerveni ebbe tra i propri clienti anche due dirigenti implicati nella bancarotta della banca Dacia Felix.

### Fusione con il PL93 e sparizione del PNL-CD
Nella seconda metà degli anni novanta il rafforzamento del PNL coincise con l'indebolimento delle altre formazioni liberali minori. Nell'aprile 1997 un gruppo costituitosi intorno al senatore Alexandru Popovici lasciò la formazione di Cerveni e si iscrisse interamente al PNL, mentre continuò la marginalizzazione del PNL-CD. Il 14 giugno 1997, quindi, il partito entrò in una nuova fase, accettando la fusione con il Partito Liberale 1993, che portò alla nascita del Partito Liberale (Partidul Liberal, PL).
La nuova formazione ebbe breve vita, poiché già nel settembre 1998 fu assorbita dal PNL. Tale mossa fu causa di un'ulteriore scissione. Il vecchio leader del PNL-CD Niculae Cerveni si oppose all'unificazione con il PNL e promosse la continuazione dell'alleanza denominata Federazione Liberale, iniziata nel marzo 1998 con un'altra corrente scissionista del PNL, il PNL-Câmpeanu. Successivamente Cerveni ridenominò il proprio gruppo Partito Liberale Democratico Romeno (PLDR, in cui converse anche il minuscolo Partito Liberale Cristiano), che alle elezioni parlamentari in Romania del 2000 ottenne percentuali intorno allo 0,5%.
Il tracollo accelerò la sparizione di ciò che rimaneva del vecchio PNL-CD. Una parte dei militanti confluì nel Partito Nazionale Romeno di Viorel Cătărama, mentre un'altra, che includeva anche Cerveni, si iscrisse al Partito Grande Romania.

## Risultati elettorali
| Elezione          | Elezione | Voti      | %     | Seggi   |
| ----------------- | -------- | --------- | ----- | ------- |
| Parlamentari 1992 | Camera   | 2.170.289 | 20,04 | 3 / 341 |
| Parlamentari 1992 | Senato   | 2.210.722 | 20,16 | 4 / 143 |
| Parlamentari 1996 | Camera   | 3.692.321 | 30,16 | 5 / 343 |
| Parlamentari 1996 | Senato   | 3.772.084 | 30,7  | 5 / 143 |
| 1. 2.             |          |           |       |         |

| Elezione           | Elezione | Candidato           | Voti      | %     | Esito                |
| ------------------ | -------- | ------------------- | --------- | ----- | -------------------- |
| Presidenziali 1992 | I turno  | Emil Constantinescu | 3.717.006 | 31,24 | ❌ Non eletta/o (2º) |
| Presidenziali 1992 | II turno | Emil Constantinescu | 4.641.207 | 38,47 | ❌ Non eletta/o (2º) |
| Presidenziali 1996 | I turno  | Emil Constantinescu | 3.569.941 | 28,22 | ✔️ Eletta/o          |
| Presidenziali 1996 | II turno | Emil Constantinescu | 7.057.906 | 54,41 | ✔️ Eletta/o          |
| 1.                 |          |                     |           |       |                      |